# Petr z Valencie
Petr z Valencie (Petrus Hispanus de Aragonia) (14. - 15. století) byl stoupencem reformního hnutí v Čechách v první polovině 15. století. Pocházel z dnešního Španělska.
Byl stoupencem Viklefovým a Husovým. Roku 1409 získal na Univerzitě Karlově hodnost bakaláře. V červnu 1410 se spolu s Husem a dalšími mistry, bakaláři a studenty Univerzity odvolal k papeži proti rozhodnutí pražského arcibiskupa Zbyňka, že se nesmí kázat v místech soukromých. Po dobu 6 či 7 let byl fámulem Jeronýma Pražského. Byl mezi doručiteli Stížného listu české a moravské šlechty do Kostnice.